# Mieloesclerose
Mieloesclerose ou mielofibrose (do grego antigo, myelo medula, sklērōsis endurecimento) é um termo médico para o endurecimento da medula óssea ou da medula espinhal. Fibrose significa substituição do tecido saudável por fibras no processo de cicatrização.

## Medula óssea
A substituição das células pluripotentes da medula óssea por fibras (fibrose) expulsa as células dos ossos, espalhando pela corrente sanguínea até o baço e outros órgãos, esse processo é chamado de mielodisplasia(displasia significa deslocamento) ou metaplasia mieloide (substituição de um tecido celular por outro). Muitas células pluripotentes da medula óssea morrem causando anemia, leucopenia e trombocitopenia.

### Causas
Doenças que podem causar endurecimento da medula óssea incluem:
- Mielofibrose idiopática : causa desconhecida, pode evoluir para leucemia.
- Leucemia mieloide aguda: transformação maligna de células imunes na medula rápida e emergencial.
- Leucemia mieloide crônica: transformação maligna de linfoblastos, lenta e progressiva.
- Policitemia vera: transformação maligna dos eritroblastos, gerando produção exagerada de hemácias.
- Trombocitemia essencial: transformação maligna de megacariócitos, gerando produção exagerada de plaquetas.

## Medula espinhal
O endurecimento da medula espinhal pode ser causado por um tumor primário (mieloma, glioma, meningioma ou ependimoma), por um tumor secundário (metástase, leucemia) ou  ou por uma fibrose induzida por lesão medular.